# كرمجوان
كرمجوان هي قرية في مقاطعة مراغة، إيران. عدد سكان هذه القرية هو 2,262 في سنة 2006.